# Guillaume de Van
Guillaume de Van, de son vrai nom William Carrolle Devan, est un musicologue et chef de chœur français d'origine américaine, né le 3 juillet 1906 à Memphis et mort le 2 juillet 1949 à Amalfi.
Étudiant à l'université de Princeton, il se rend ensuite à Rome pour se former au chant grégorien. Au début des années 1930, il devient chef de chœur en dirigeant le chœur arménien de Paris. En 1935 en collaboration avec l'abbé Ducaud-Bourget, il fonde l'ensemble vocal les Paraphonistes de Saint-Jean des Matines. Avec cet ensemble, il interprète et enregistre pour la première fois plusieurs œuvres vocales profanes et religieuses du Moyen Âge. Parmi ces œuvres, il enregistre en première mondiale la Messe de Nostre Dame de Guillaume de Machaut en 1936 dont il réalise l'une des premières transcriptions complètes éditée par le Corpus mensurabilis musicae en 1950.
En 1942 il est nommé par le régime de Vichy conservateur en chef du département de la musique de la Bibliothèque nationale de France nouvellement fondé, jusqu'en 1944. À ce titre il collabore avec les musicologues nazis du Sonderstab Musik . À la même époque, Louis Merlin le contacte pour son émission L'Alphabet des familles et s'entend répondre : « Je dois vous prévenir que, pour moi, la musique s'arrête au XVe siècle, il en demeure encore un peu au XVIe, et reprend à Stravinsky. Entre les deux il n'y a rien eu » et d'ajouter « j'avais sept ans lorsque j'ai assisté à la première du Sacre du Printemps avec ma mère. Cela a été pour moi une révélation, une illumination, comme pour d'autres la première communion ! Ma vie commence réellement de ce jour-là. Or ma mère, en rentrant, me dit qu'elle trouvait cette musique ridicule… Le jour où j'ai pu, je suis parti de chez moi. Je n'ai jamais revu ma famille. »"
Après la libération, il est suspendu de ses fonctions le 24 août 1944.
Guillaume de Van a épousé en 1937 la fille de la musicologue Yvonne Rokseth, Odile Ledieu (~1918-1943) dont il a eu Gilles de Van (1938-2013) musicologue et italianiste.